# Siarhiej Martynau
Siarhiej Mikałajewicz Martynau (biał. Сяргей Мікалаевіч Мартынаў, ros. Сергей Николаевич Мартынов, Siergiej Nikołajewicz Martynow; ur. 22 lutego 1953 w Leninakanie) – radziecki i białoruski dyplomata i polityk, minister spraw zagranicznych Białorusi (2003–2012).

## Życiorys
W 1975 ukończył z wyróżnieniem Moskiewski Państwowy Instytut Stosunków Międzynarodowych, po czym podjął pracę w Ministerstwie Spraw Zagranicznych Białoruskiej SRR. Do 1980 był pracownikiem Departamentu Międzynarodowych Organizacji Gospodarczych, a w latach 1980–1988 doradcą ministra. Od 1988 do 1991 pełnił funkcję wicedyrektora Departamentu Organizacji Międzynarodowych.
W 1991 objął stanowisko zastępcy Stałego Przedstawiciela Republiki Białorusi przy ONZ w Nowym Jorku. W latach 1992–1997 kierował Ambasadą Białorusi w Stanach Zjednoczonych, początkowo jako Chargé d’affaires, a od 1993 jako Ambasador Nadzwyczajny i Pełnomocny. Po powrocie do kraju został I zastępcą ministra spraw zagranicznych. Od 2001 do 2003 pełnił funkcję Ambasadora w Belgii oraz Stałego Przedstawiciela przy Wspólnotach Europejskich oraz NATO.
W marcu 2003 objął stanowisko ministra spraw zagranicznych Białorusi w rządzie Siarhieja Sidorskiego. Odwołany został 20 sierpnia 2012 roku. 
Odznaczony Orderem Honoru (2006), Orderem Ojczyzny III stopnia.
Siarhiej Martynau mówi w języku angielskim, francuskim oraz suahili. Jest żonaty, ma dwóch synów.

## Upamiętnienie
W mieście Giumri w Armenii, na budynku, w którym urodził się Siarhiej Martynau, znajduje się tablica w językach ormiańskim i rosyjskim upamiętniająca to wydarzenie.